# Église Saint-Sulpice de Gennes-sur-Seiche
Pour les articles homonymes, voir Église Saint-Sulpice.
L'église Saint-Sulpice est une église catholique située à Gennes-sur-Seiche, dans le département d'Ille-et-Vilaine, en France. Elle a été inscrite au titre des monuments historiques par arrêté du 14 octobre 1926.

## Localisation
L'église est située en France, en région Bretagne et dans le département d'Ille-et-Vilaine, à huit kilomètres environ au sud d'Argentré-du-Plessis, à onze kilomètres au nord-est de La Guerche-de-Bretagne, sur la commune de Gennes-sur-Seiche. L'édifice, cadastré section B, numéro 467, se dresse au sud du bourg, sur une parcelle de forme approximativement rectangulaire d'environ 1028 m², à une centaine de mètres au nord de la Seiche. Le terrain est bordé à l'ouest par la rue Jean de Gennes, au sud et à l'est par la rue de l'église, tandis qu'une étroite venelle le sépare de maisons d'habitation au septentrion.
L'église est campée sur une butte artificielle correspondant à l'ancien cimetière dont la croix hosannière, à l'angle sud-est, rappelle toujours l'usage. Taillée dans le grès, cette croix fleuronnée du XVe siècle, posée sur un court fût de granite, présente en son centre un quadrilobe dont les faces s'ornent, au levant d'un Vierge à l'Enfant, auprès de laquelle une femme est agenouillée, et au couchant d'un Christ en Croix, sommant un chevalier en prière, hors champ et sculpté sous le médaillon.
La parcelle affectant une forte déclivité du nord vers le sud et d'est en ouest, celle-ci est rattrapée par plusieurs escaliers : un de huit degrés, face à l'entrée principale, et deux autres percés dans le mur de soutènement du placître, côté sud, présentant chacun onze et six marches. Une pente douce facilite au nord-ouest l'accès à l'église tandis qu'une dernière entrée, au chevet, permet de rejoindre directement la venelle longeant le flanc nord de l'édifice.

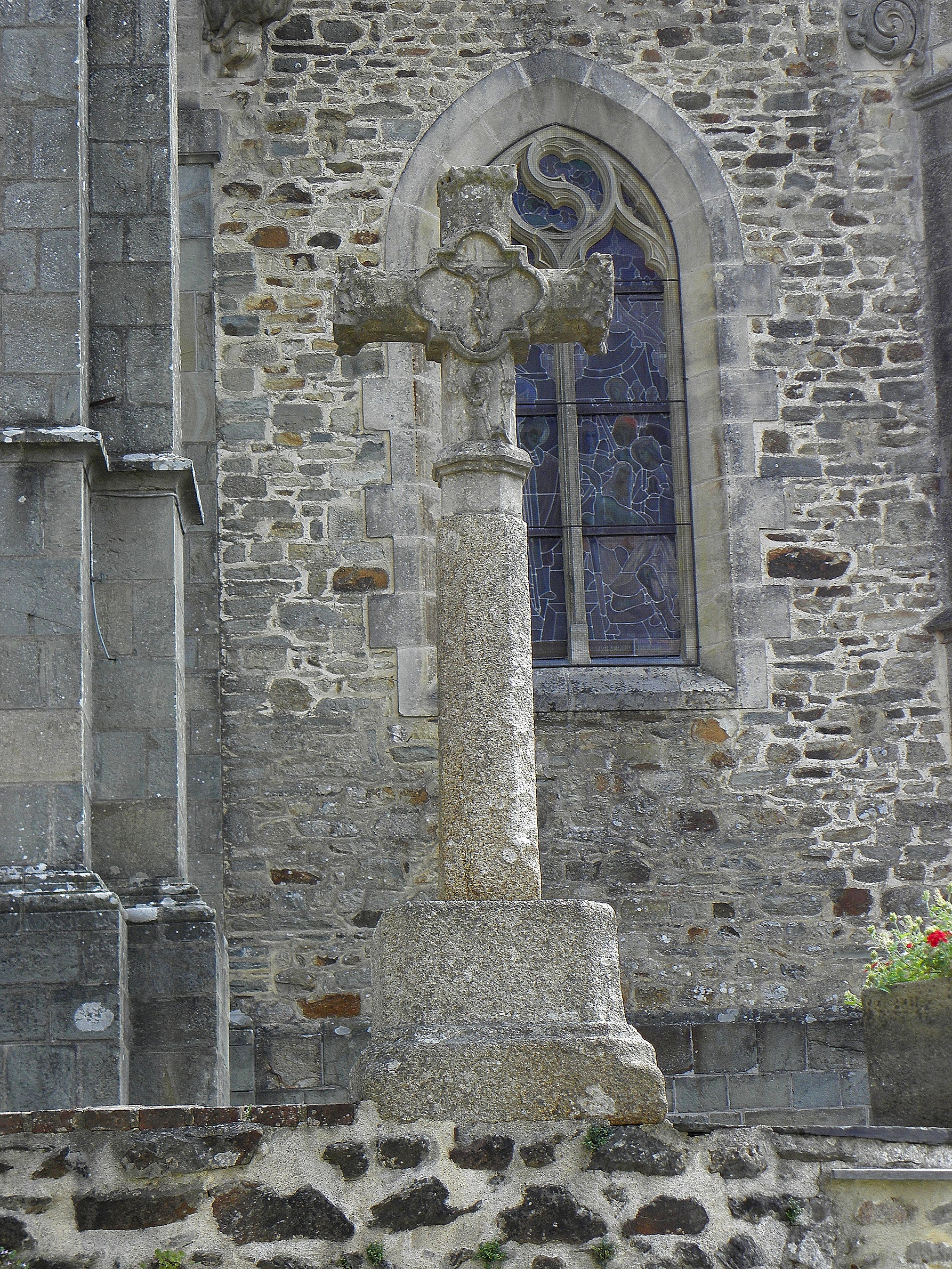
Croix hosannière du placître.
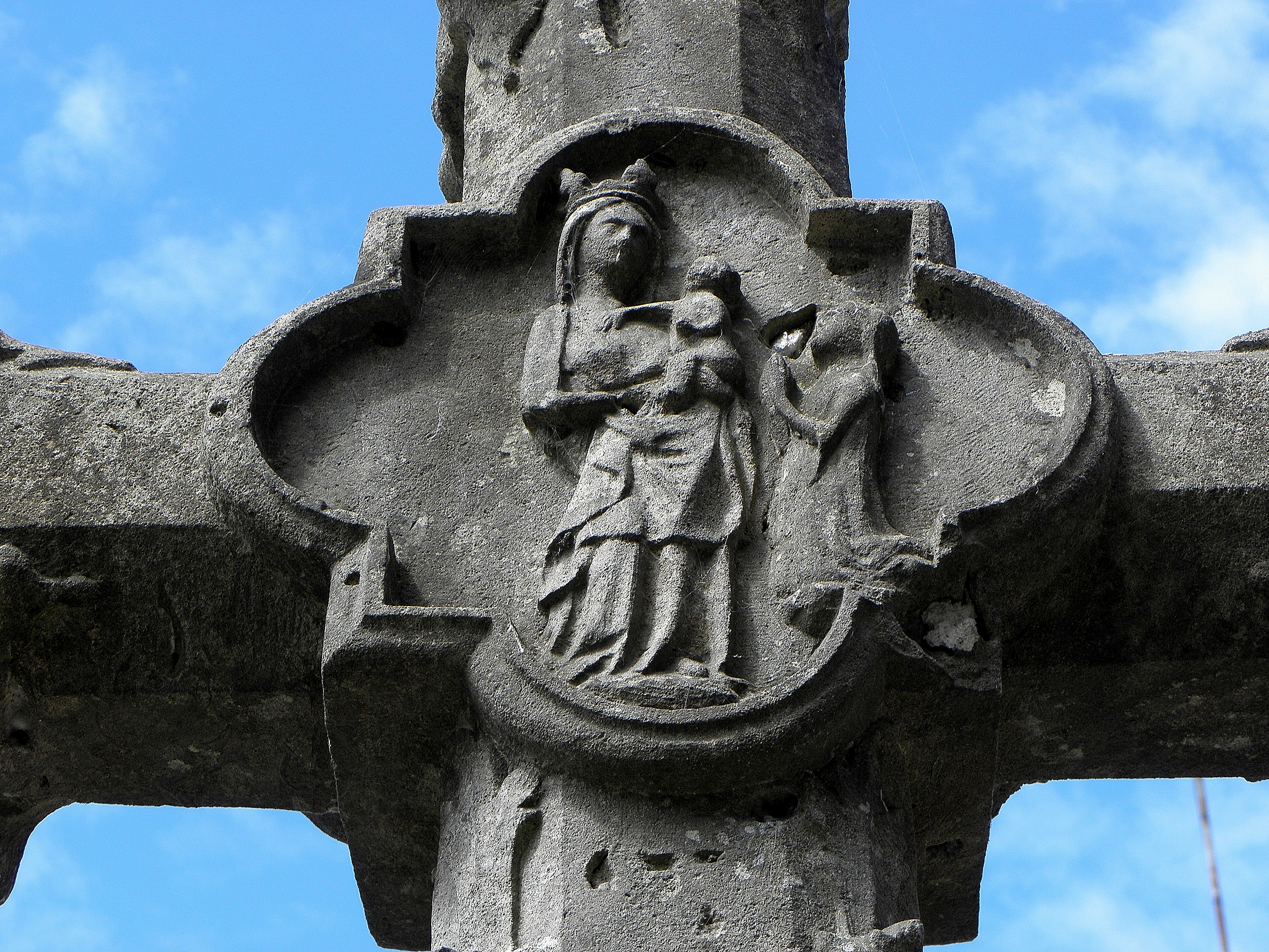
Vierge à l'Enfant.
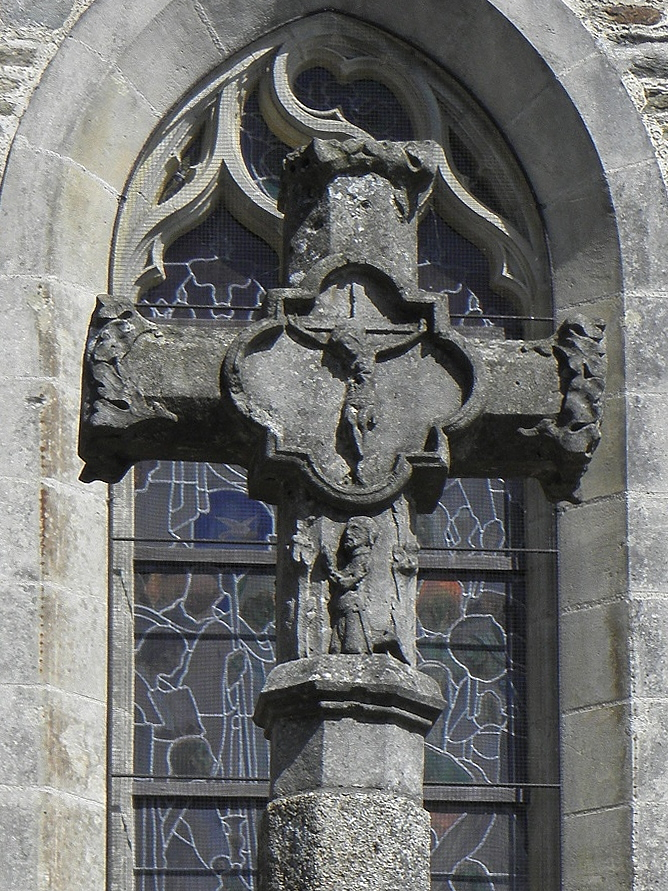
Christ en Croix.

## Historique

### La paroisse
Sous l'Ancien Régime, Gennes-sur-Seiche est une paroisse du doyenné de La Guerche, de l'archidiaconé du Désert, dans le diocèse de Rennes. La cure est alors à la collation de l'Abbaye Saint-Serge d'Angers.
Première mention est faite d'une église dédiée à saint Sulpice et d'un cimetière à Gennes dans un texte du cartulaire de Saint-Serge et Saint-Bachus d'Angers. Vers  1065, les moines Béranger et Morien reçoivent l'église de deux frères, Geoffroy et Rivallon, fils de Gerbaud, et acquièrent les droits sur l'édifice et son cimetière, partie de Renier de Denée, partie de Geoffroy de Montier. Cette transaction est approuvée par l'évêque de Rennes, Main, mais la fondation d'un petit prieuré par les moines s'opère finalement à la condition que le prêtre séculier Hildeman, qui desservait alors la paroisse, y soit maintenu sa vie durant. Les droits de l'abbaye angevine sur l'église sont confirmés par l'évêque Marbode en 1108, mais dès 1300, le prieuré, qui ne compte que deux moines, est réuni à celui de Brielles par Gilles, évêque de Rennes
Avec la période concordataire, la paroisse de Gennes-sur-Seiche est rattachée au doyenné d'Argentré-du-Plessis qui relève de l'archidiaconé de Dol au diocèse puis archidiocèse de Renne. Aujourd'hui, l'église Saint-Sulpice de Gennes-sur-Seiche relève de la paroisse Notre-Dame d'Espérance au sud de Vitré, au doyenné Notre-Dame.

### L'église
Aucun écrit ne permet d'appréhender l'histoire de l'actuelle église de Gennes-sur-Seiche. Seul l'examen du bâtiment, l'archéologie du bâti, la méthode comparative avec de proches édifices, permettent d'esquisser une chronologie sommaire et plausible des phases successives de construction.
Saint-Sulpice de Gennes-sur-Seiche participe d'un modèle local d'église à pignons multiples et s’inscrit sans conteste dans la filiation de l'église Notre-Dame de Vitré ou de la collégiale Notre-Dame de La Guerche. Il est légitime de penser que sa construction, progressive, s'est étalée de la seconde moitié du XVIe siècle aux années 1660, consécutivement au développement de l'industrie toilière dans le pays vitréen (noyales) et son corollaire, la culture du chanvre. La tour-clocher a vraisemblablement été érigée au cours des Guerres de la Ligue. Le gabarit varié des chapelles formant collatéraux, le désaxement des files de colonnes délimitant le vaisseau principal de l'église, le caractère relativement autonome du clocher, prêchent pour une construction échelonnée des chapelles méridionales, voire l'adjonction plus tardive d'un collatéral nord permettant de régulariser un édifice à deux nefs. Ainsi s'expliquerait le millésime de 1660 ornant un des pinacles de la façade nord, travaux précédant de peu l'aménagement de la sacristie à étage où un cartouche porte la date de 1662. Le grand proche, daterait lui aussi du milieu du XVIIe siècle. En tout état de cause, la date de 1678, portée au retable du maître-autel, constitue le terminus ante quem de la construction du gros-œuvre.
Les siècles suivants n'ont pas, quant à eux, affecté la structure globale de l'édifice. L'architecte Arthur Regnault a néanmoins conduit en 1882 des travaux tant de reconstruction du grand porche que de renouvellement du programme sculpté de la façade méridionale réalisés par l'entrepreneur Gandon. En 1891, le même architecte a restauré également le labris couvrant la nef principale.

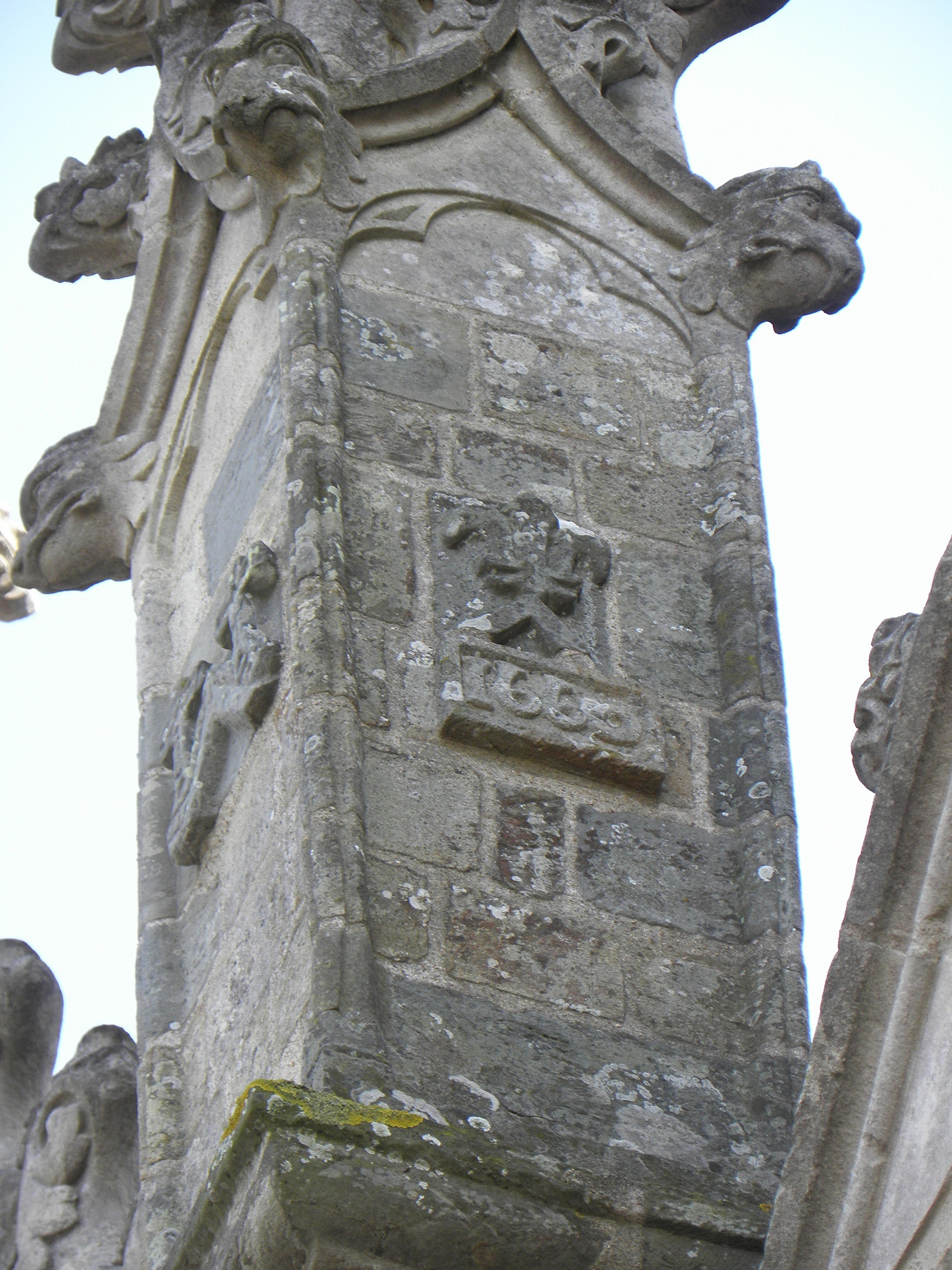
Pinacle millésimé du collatéral nord.
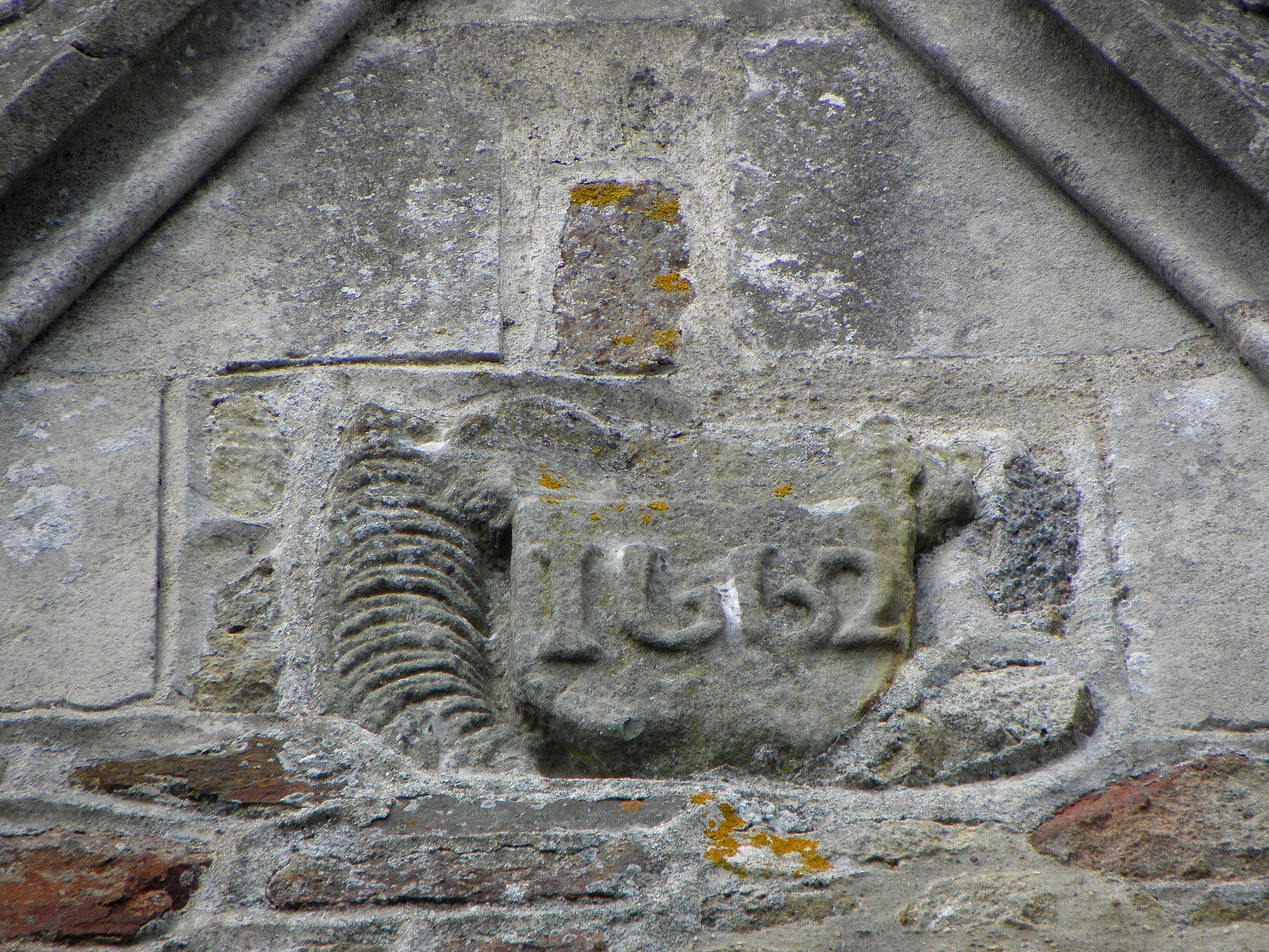
Cartouche au pignon de la sacristie.
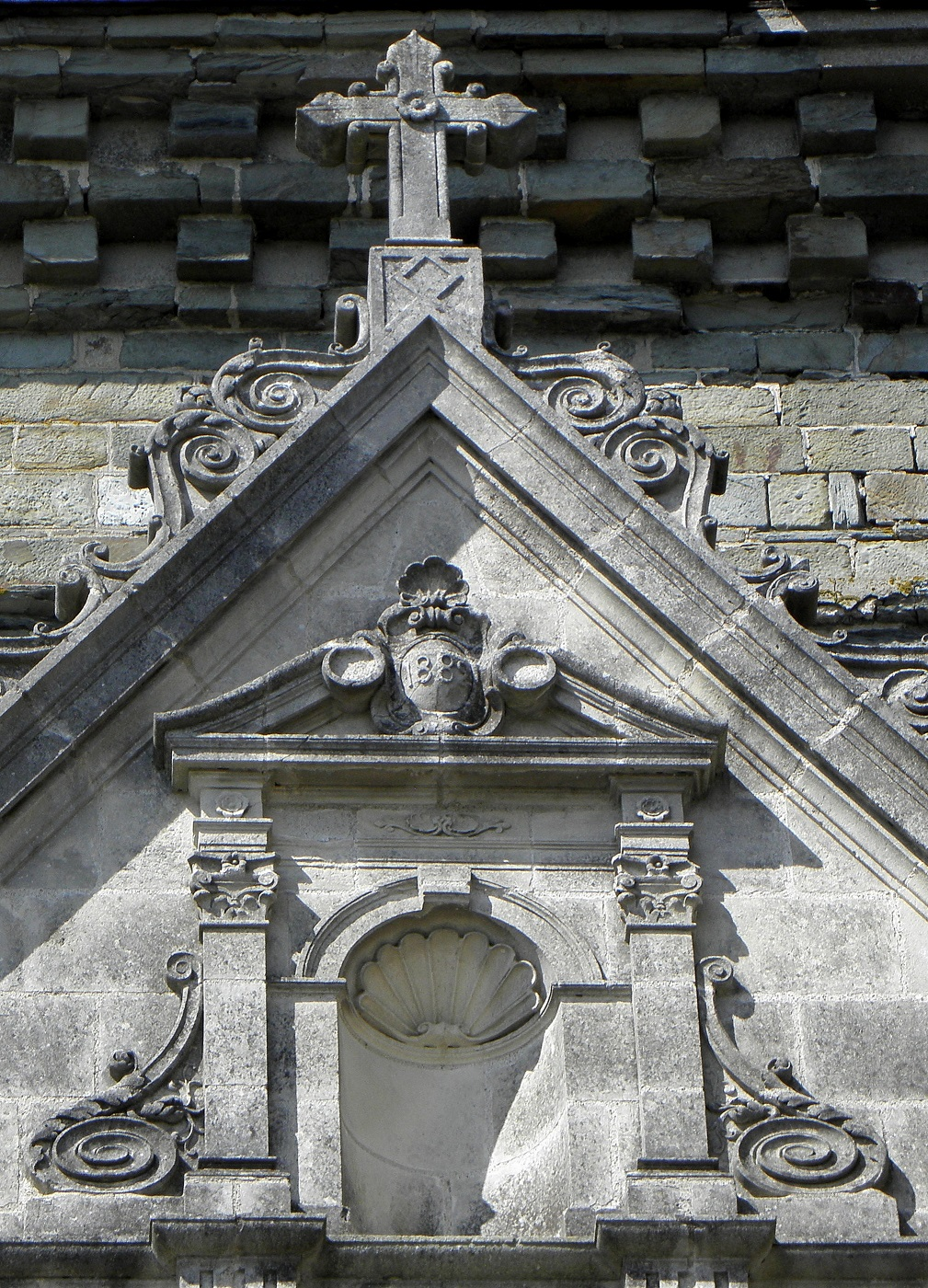
Niche sud du dais du grand-porche.

## Architecture

### Vitraux
L'église Saint-Sulpice de Genens-sur-Seiche présente un corpus quasi-homogène de vitraux, tant par leur style, leur thématique ou leur datation. Elle compte au total onze baies vitrées.
- Les compositions ornant les grandes fenêtres ogivales des collatéraux dépourvues de remplages, savoir quatre au nord et les quatre premières au sud, ont été réalisées par le maître-verrier Joseph Chauvel en 1863, 1865 et 1866[12]. Sur un fond de quadrilobes ou autres rosaces, ceint d'une bordure feuillagée, se dégage une niche à dais de style gothique fleuri abritant une figure sainte représentée en pieds. Si chaque vitrail est signé, daté, précisant en outre le nom du bienheureux sur le socle doré de la figuration architecturale, il n'est fait mention d'aucun donateur. Cette suite de saints témoigne somme toute de dévotions très classiques de la France du XIXe siècle.

Au nord, on observe d'est en ouest :
- l'Immaculée Conception, à proximité de l'autel de la Vierge, rappel du dogme proclamé en 1854 et des apparitions de Lourdes en 1858;

- sainte Anne, en face de l'autel dédié à la patronne de la Bretagne, en une paroisse des marches, aux confins de l'Anjou;

- saint François d'Assise, témoignant de la fondation de la confrérie du scapulaire à Gennes en 1787;

- saint Sulpice, patron de la paroisse.

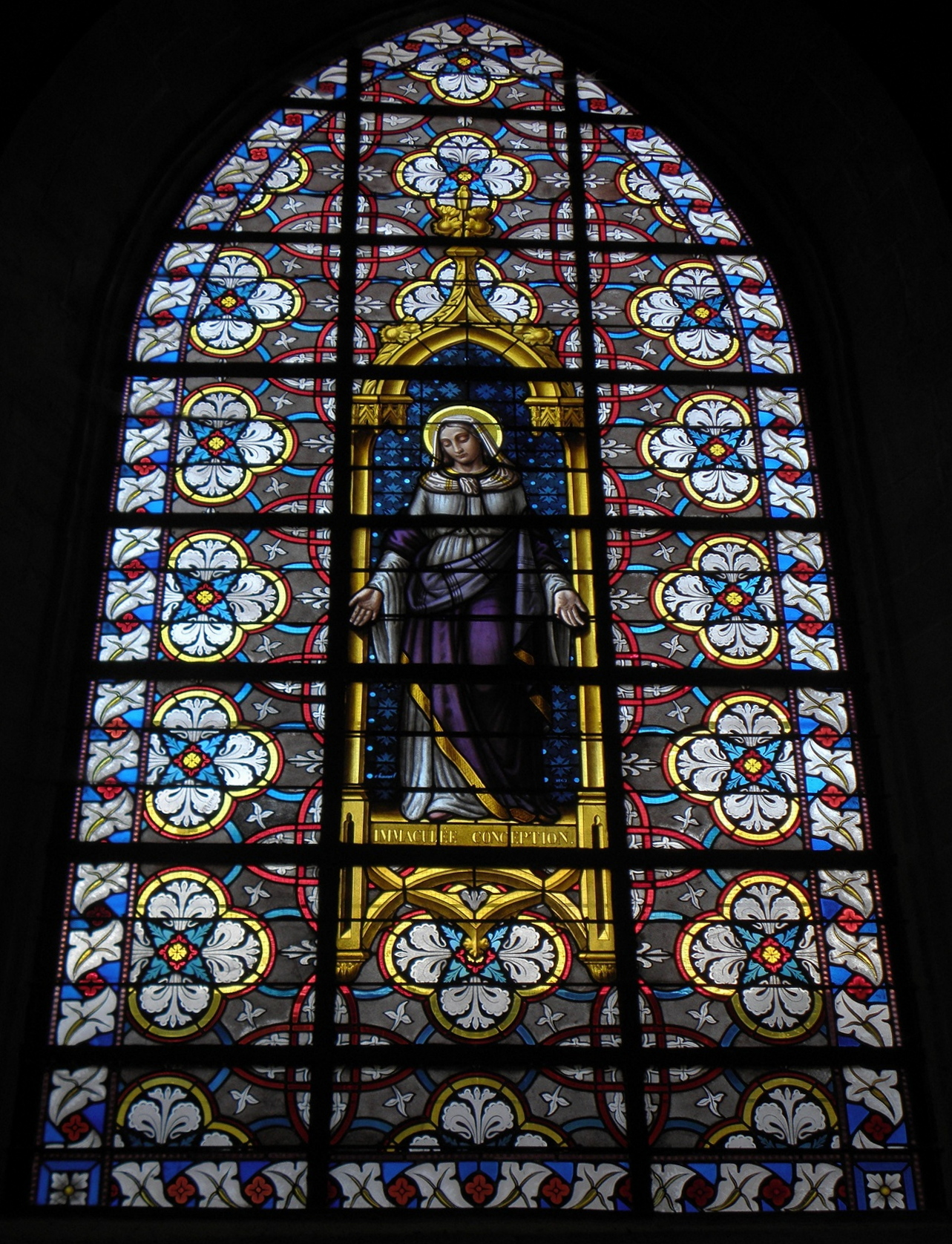
L'Immaculée Conception.
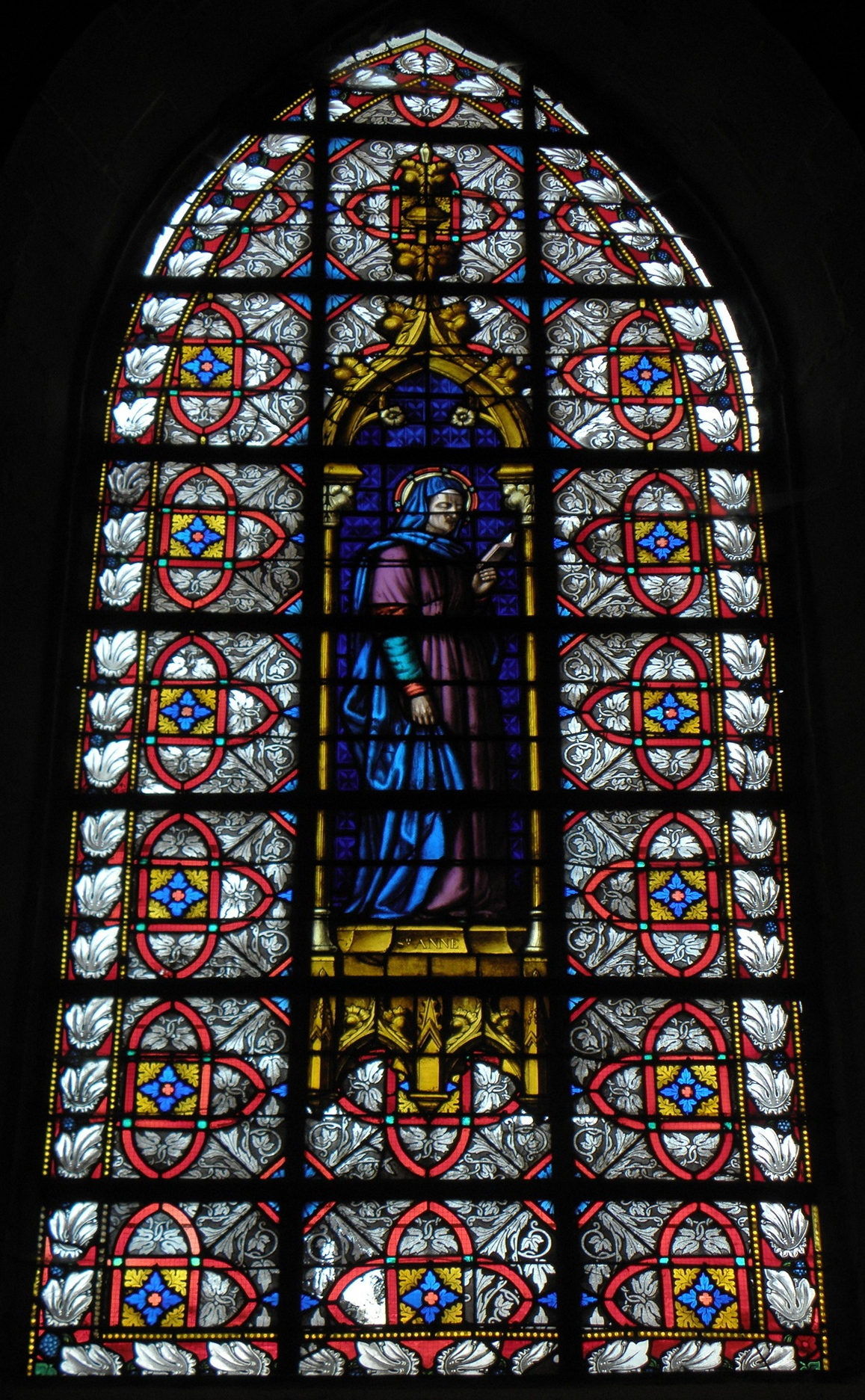
Sainte Anne.
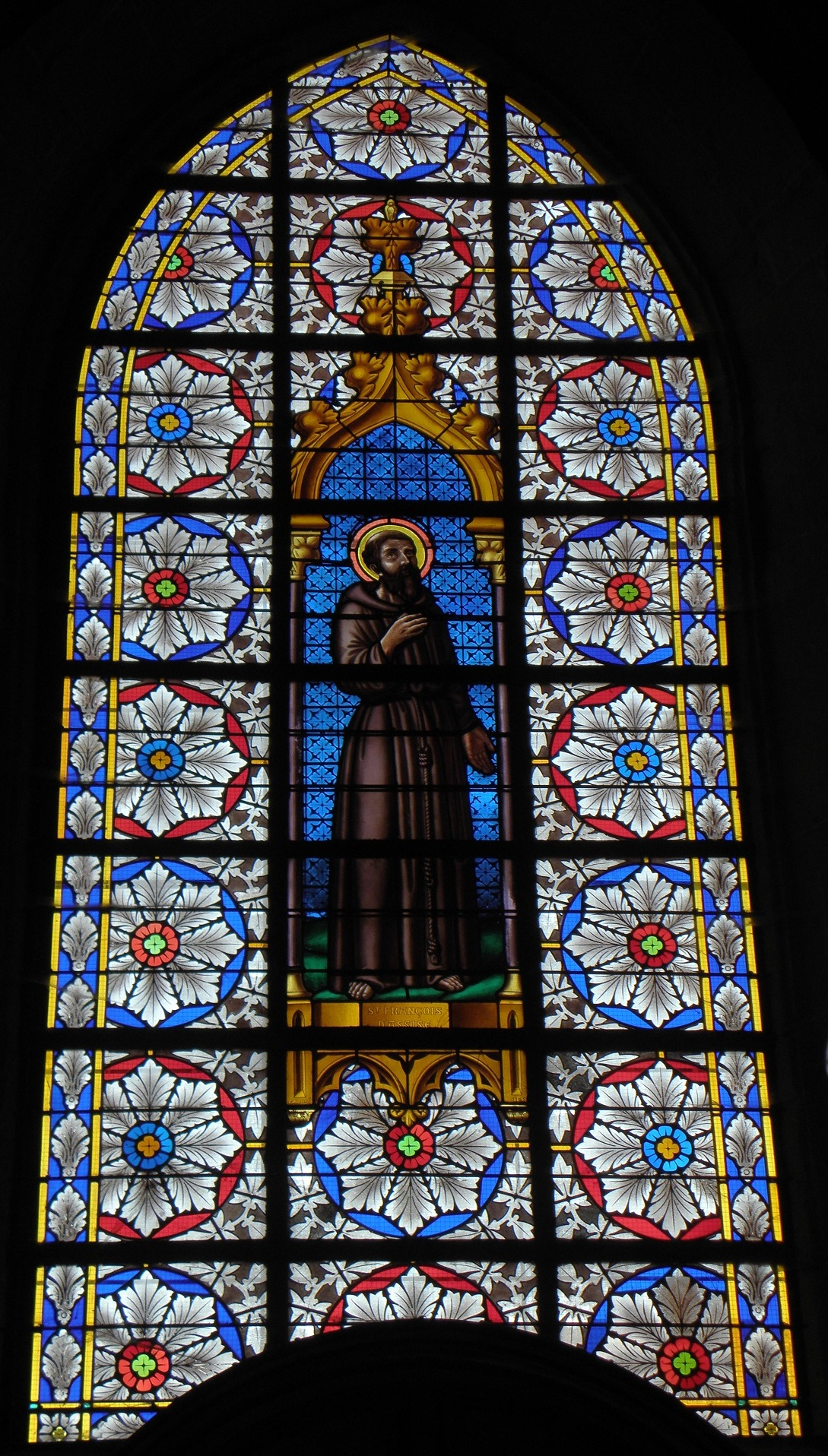
Saint François-d'Assise.
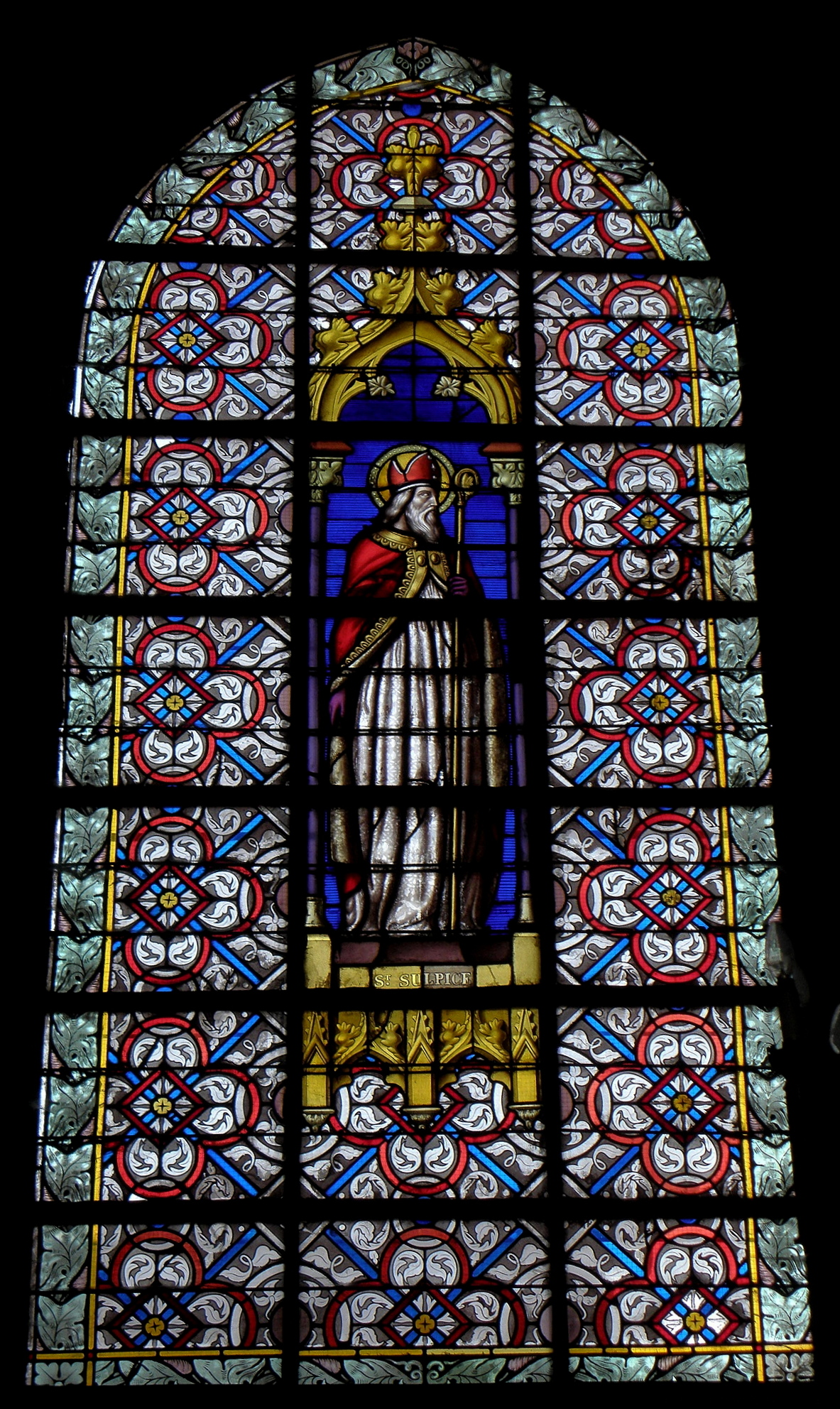
Saint Sulpice.

Au sud, sont figurés du levant au couchant
- saint Pierre, écho à l'ultramontanisme caractéristique du XIXe siècle et au vocable de la cathédrale de Rennes;

- saint Joseph, patron de la bonne mort, des pères de familles et des artisans;

- saint Jean-Baptiste, précurseur du Christ;

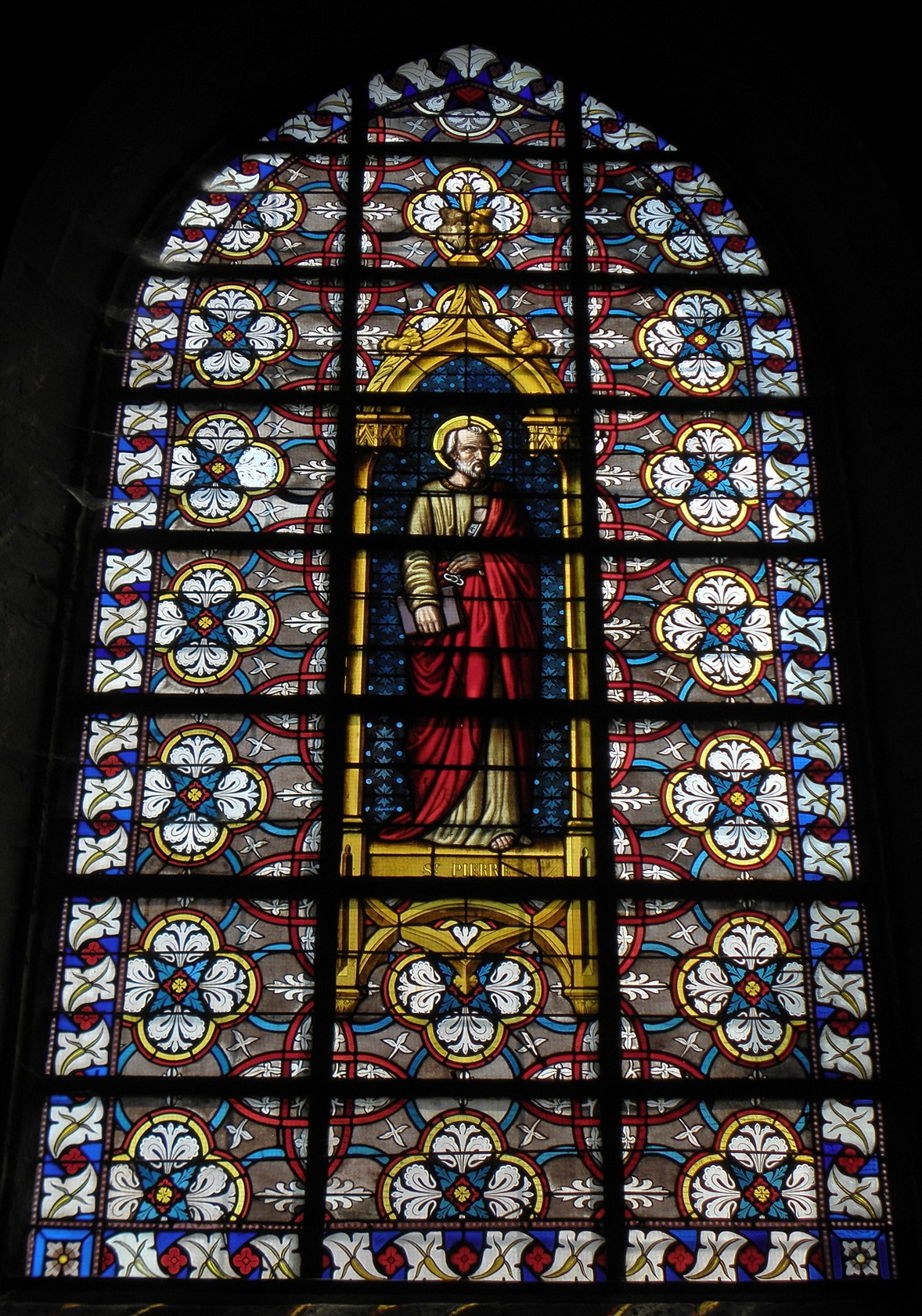
saint Louis, roi de France.
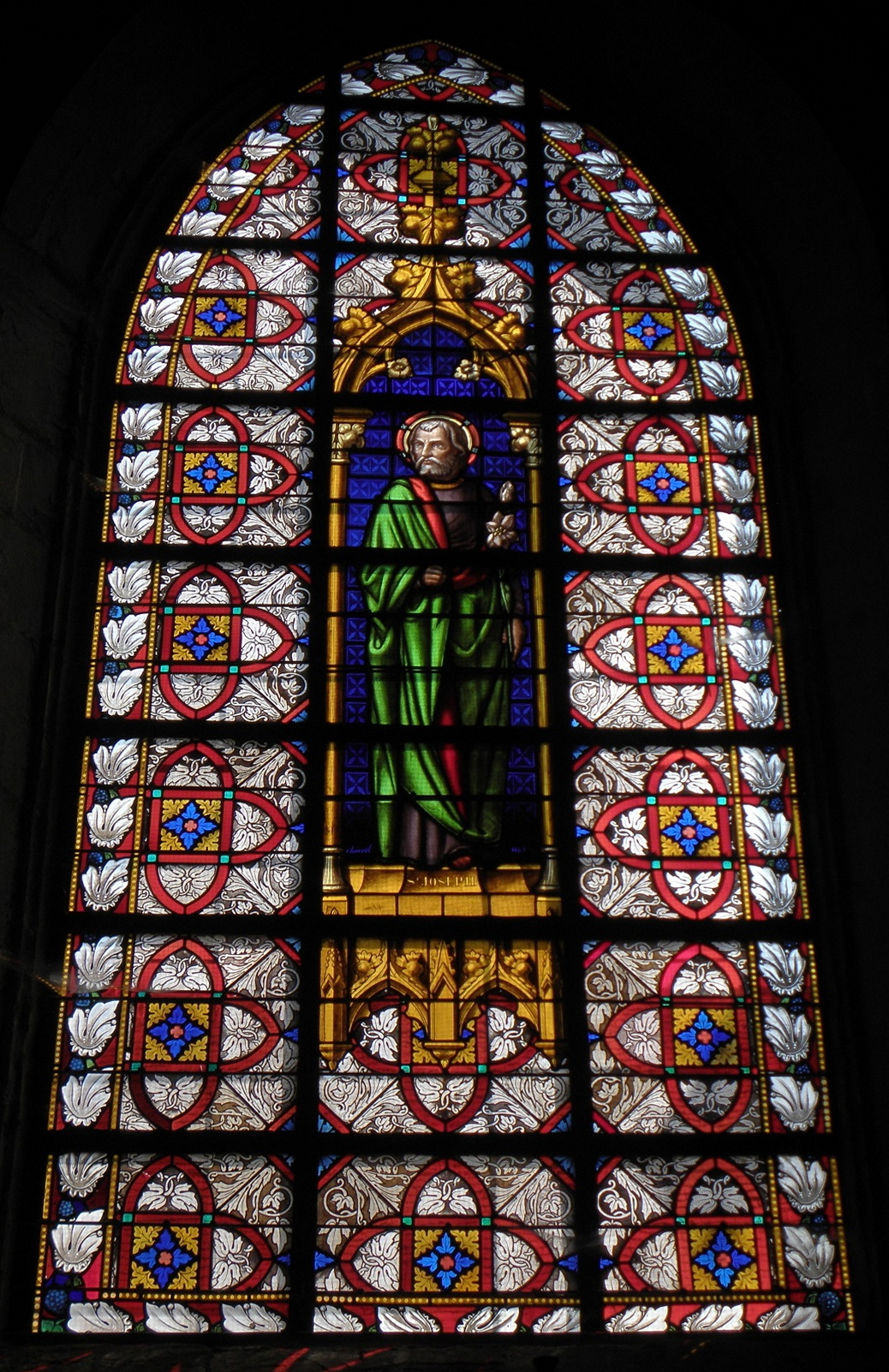
Saint Pierre.
- Saint Joseph.
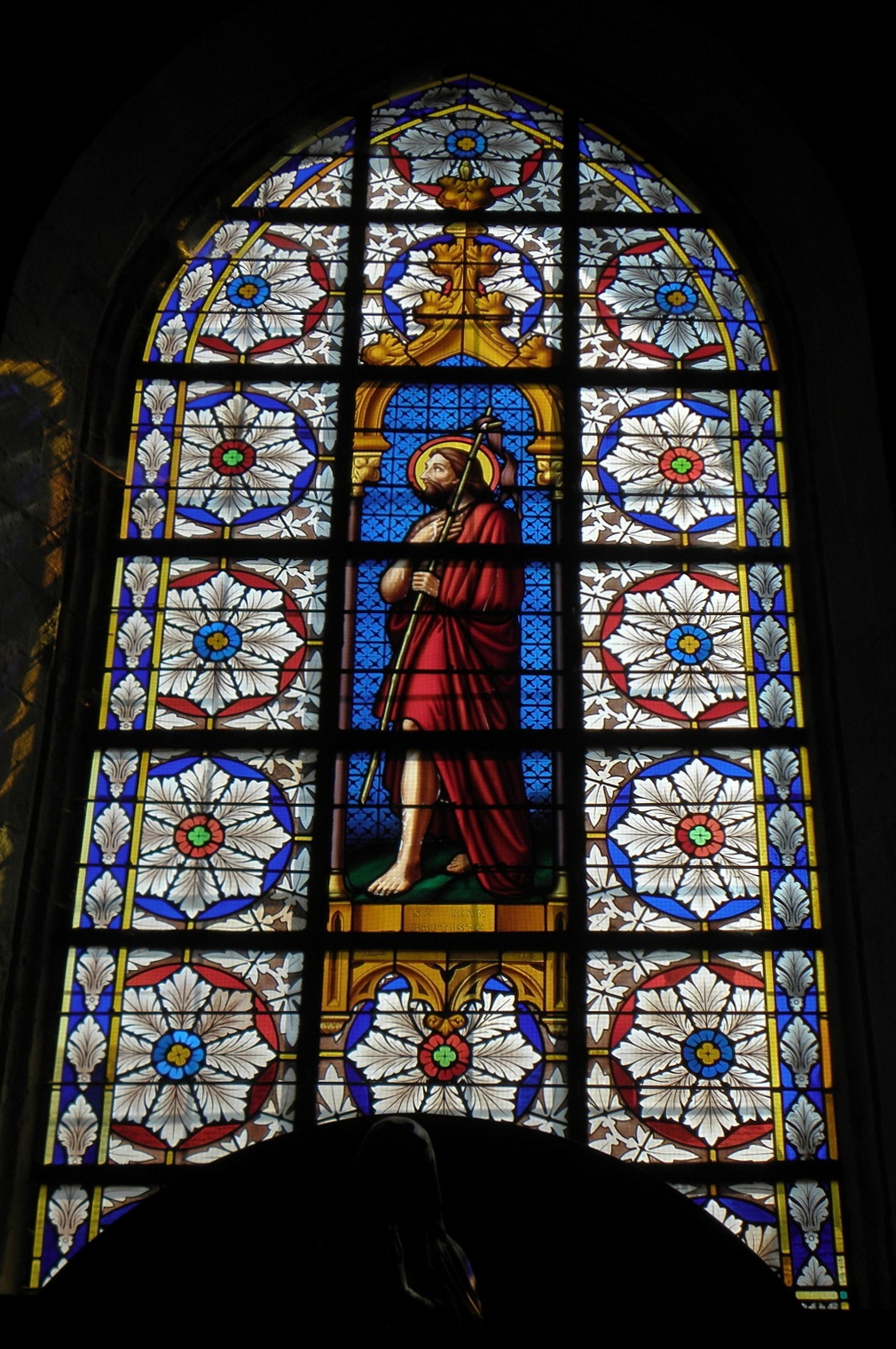
Saint Jean-Baptiste.
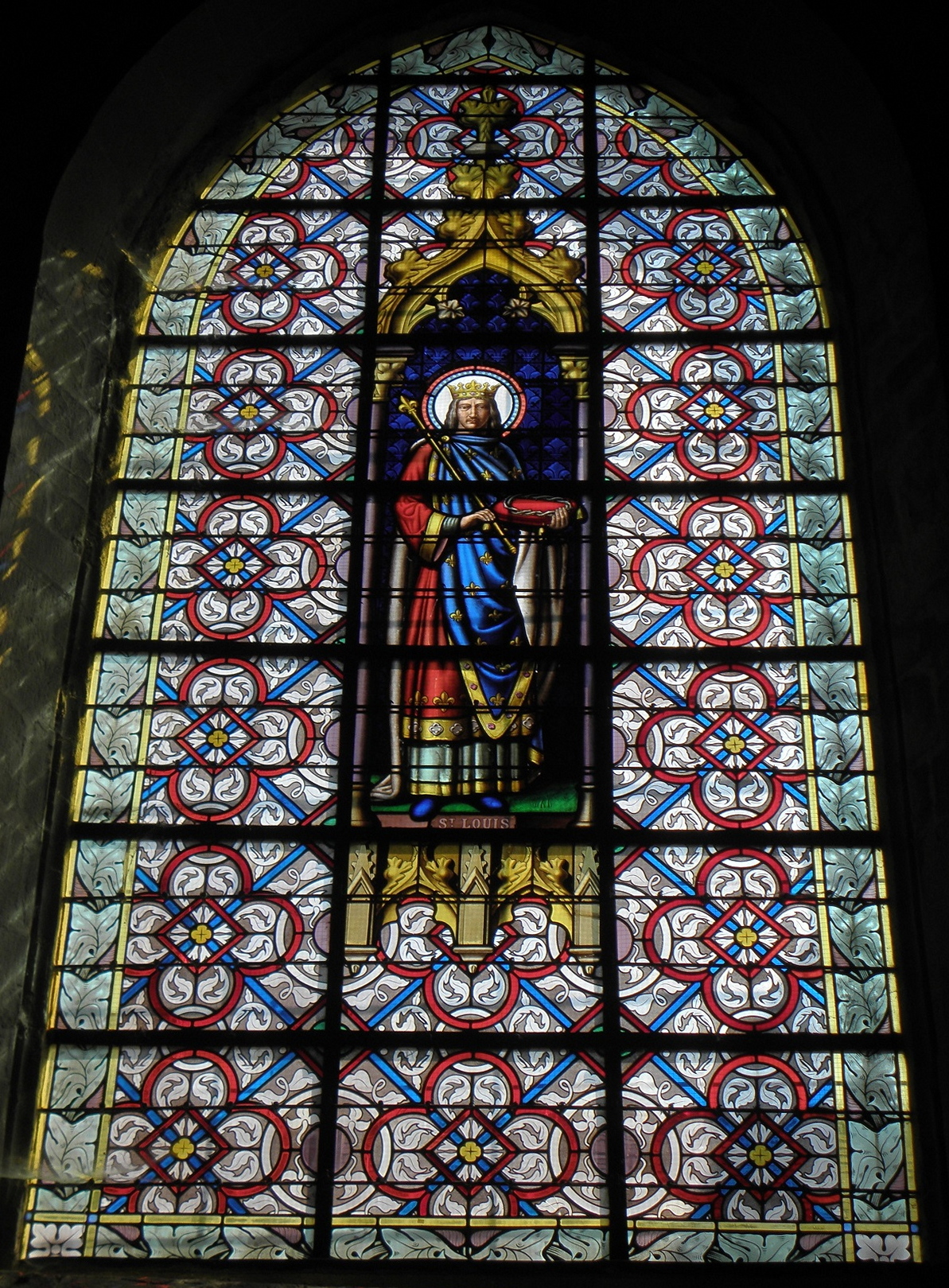
Saint Louis.

A ce premier ensemble, il convient d'ajouter la dernière baie du collatéral méridional qui constitue une œuvre composite. Le maître-verrier Édouard Rathuis, de l'atelier du Carmel du Mans, a en effet inséré en 1874, au milieu d'une verrière mécanique de Chauvel, une figuration de l'apôtre saint Thomas, patron de l'abbé Certenais, recteur de la paroisse de 1843 à 1882.
- La façade ouest de l'église abrite les deux dernières baies vitrées, sans doute contemporaines, dont la réalisation est consécutive à la restauration du grand-porche par Regnault en 1882 :

- une rosace à huit pétales éclairant le vaisseau principal de l'église, verrière mécanique sans grand intérêt stylistique;

- un vitrail-tableau ornant la première travée du collatéral sud. Logée dans deux lancettes surmontées de deux mouchettes posées tête-bêche, cette œuvre des ateliers Lecomte et Collin de Rennes représente le Baptême de Clovis.

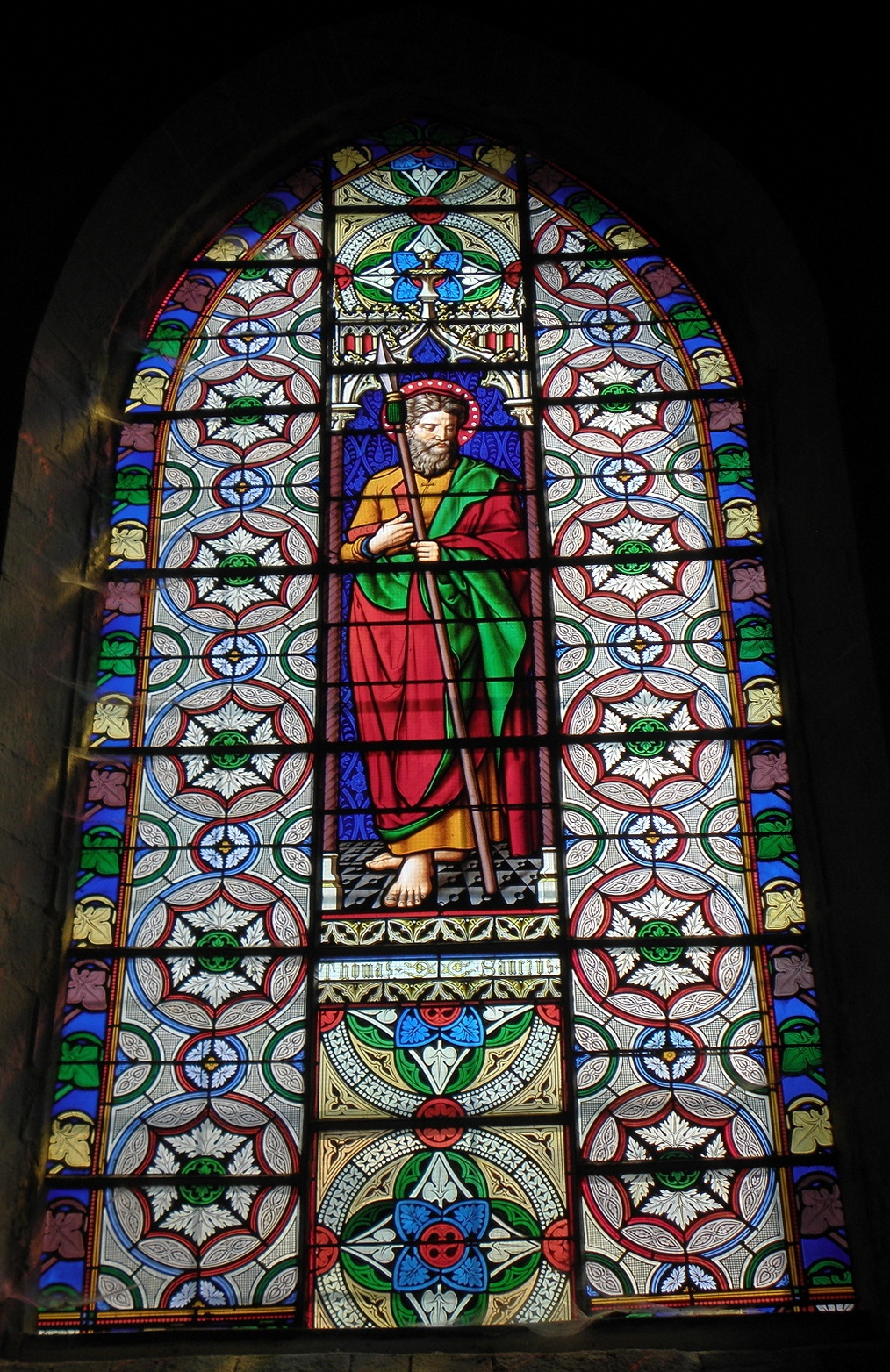
Saint Thomas.
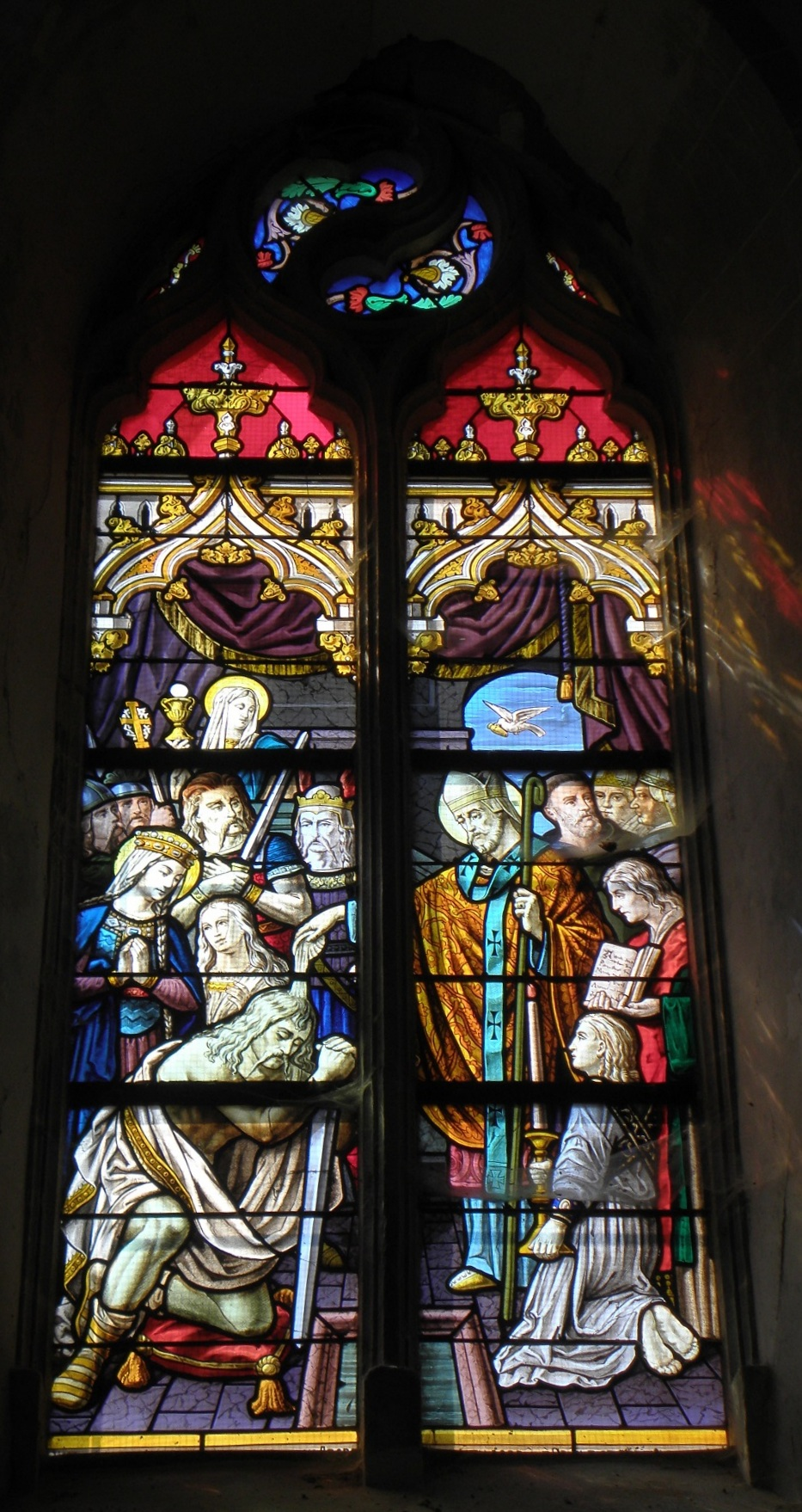
Le baptême de Clovis.

## Mobilier

### La chaire
La chaire de l'église de Gennes-sur-Seiche, classée à titre d'objet par arrêté du 19 avril 1966, est adossée au pilier séparant les troisième et quatrième arcades nord de la nef. Bien qu'ériger probablement de la première moitié du XVIIIe siècle, cette œuvre remploie dans sa cuve des panneaux sculptés plus anciens datant de la seconde partie du siècle précédent. La tribune, de forme hexagonale, est desservie par une rampe d'escalier unique prenant naissance dans le collatéral nord et contournant le pilier d'appui par la gauche. Cette dernière est constituée de trois panneaux losangés, dépourvu de toute ornementation, prenant place entre deux frises, l'une ornée de rinceaux rocaille, l'autre de feuilles d'acanthe. Quatre volutes dorées et présentant un motif en feuilles de fougères animent le culot de la chaire que termine un double nœud, le premier pareillement sculpté de motifs rococo sur la tranche. Quatre bas-reliefs décorent la cuve, représentant de gauche à droite Saint-jacques-le-Majeur, Saint-Pierre, le Christ et Saint-Paul. Deux arabesques encadrent le dosseret tandis que l'abat-voix loge la traditionnelle colombe du Saint-Esprit. Ce dernier élément architectural, agrémenté d'une frise festonnée et d'une corniche parée de feuilles d'acanthe, supporte six volutes décorées de fougères soutenant une sphère dorée où prend appui l'ange de la renommée tenant un livre et soufflant dans une trompe.

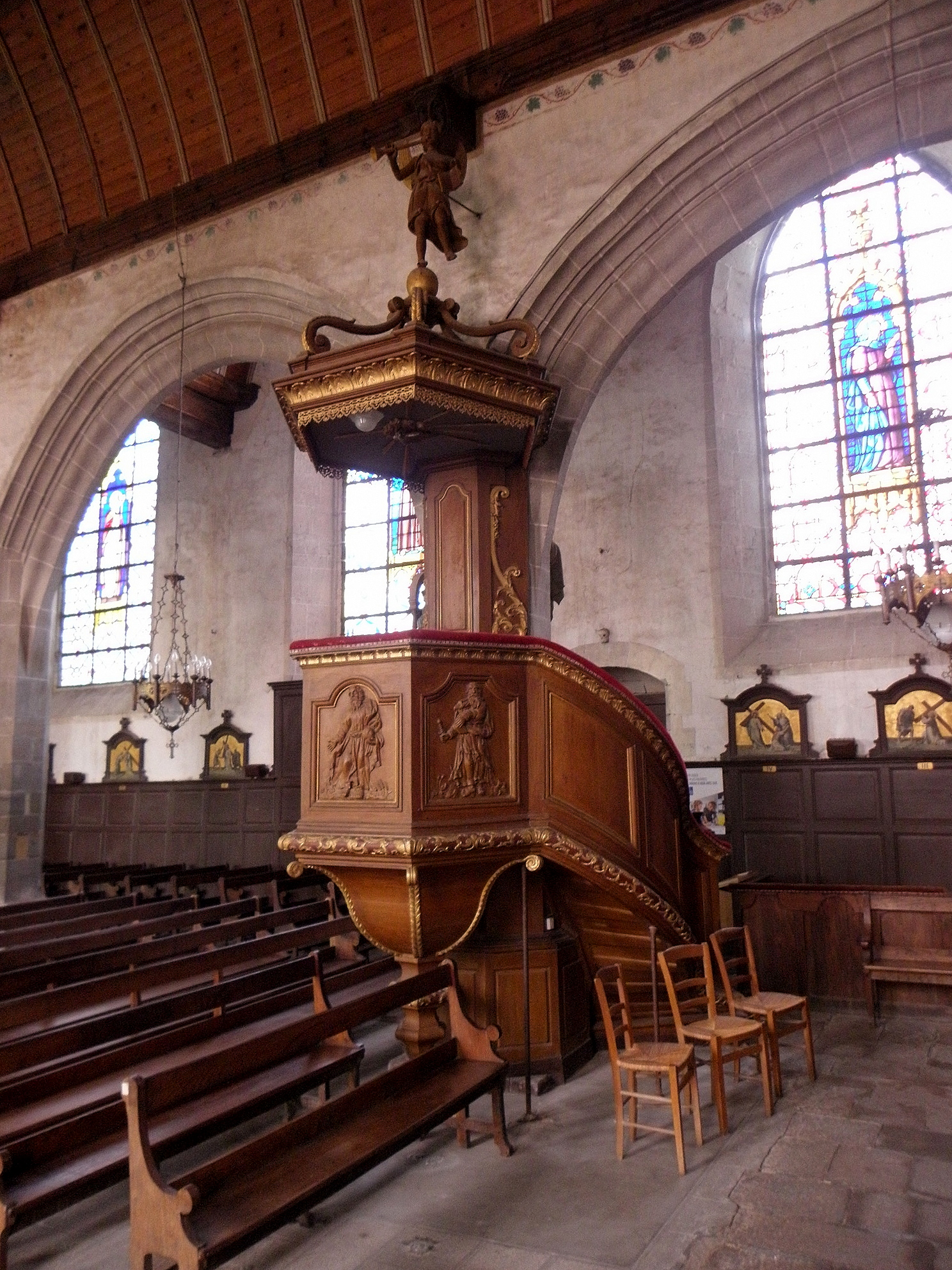
Vue d'ensemble de la chaire.
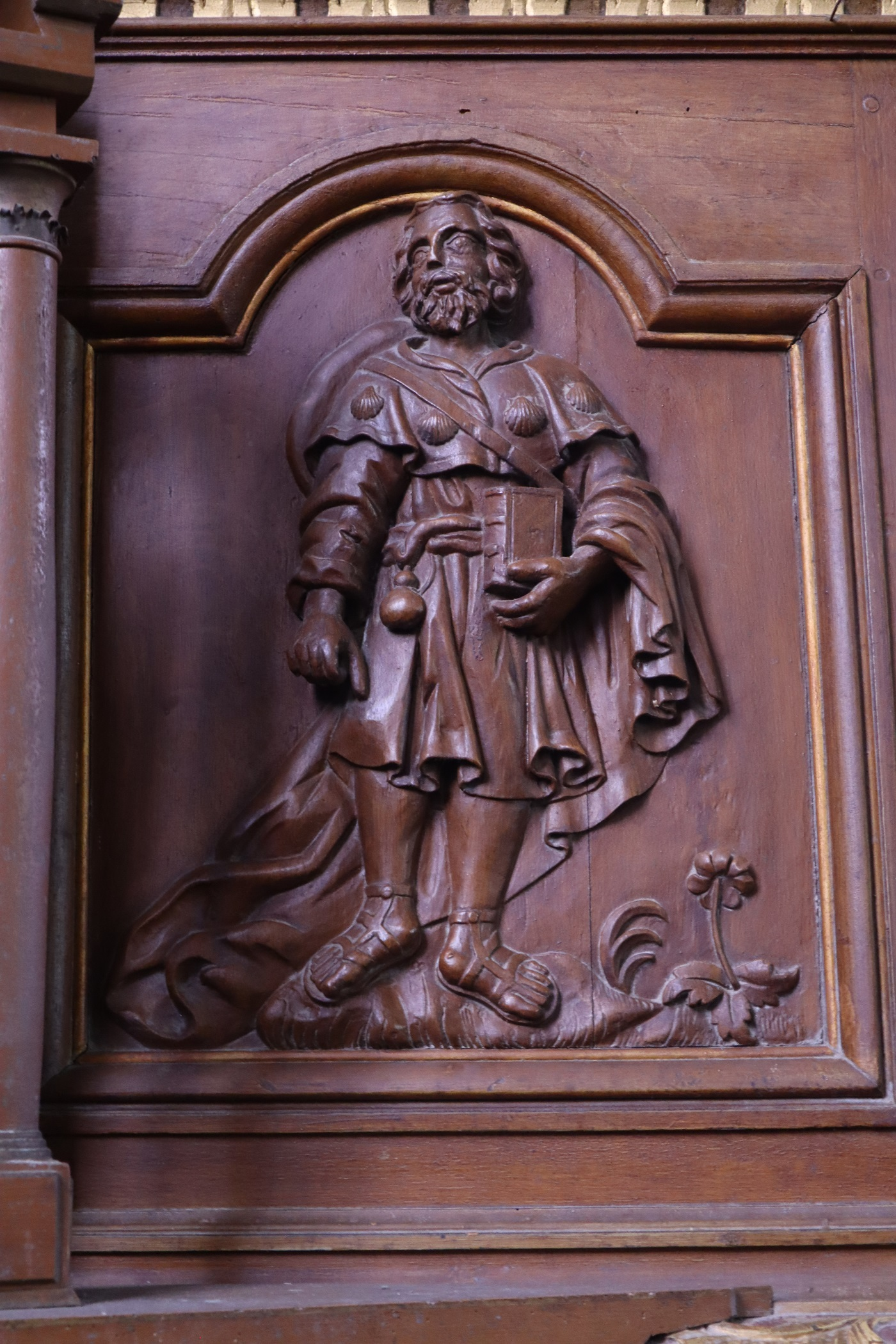
Saint-Jacques-le-Majeur.
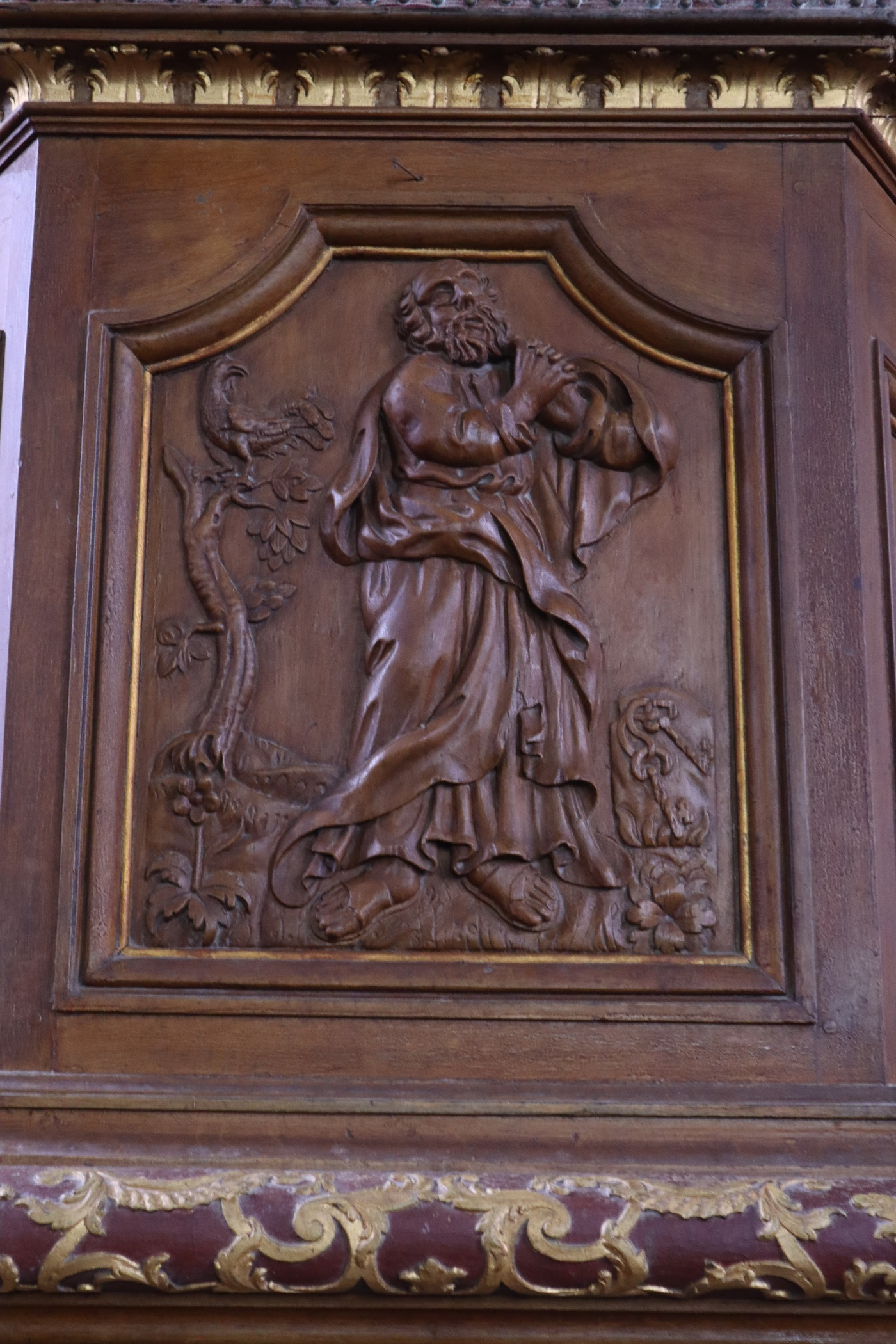
Saint-Pierre.
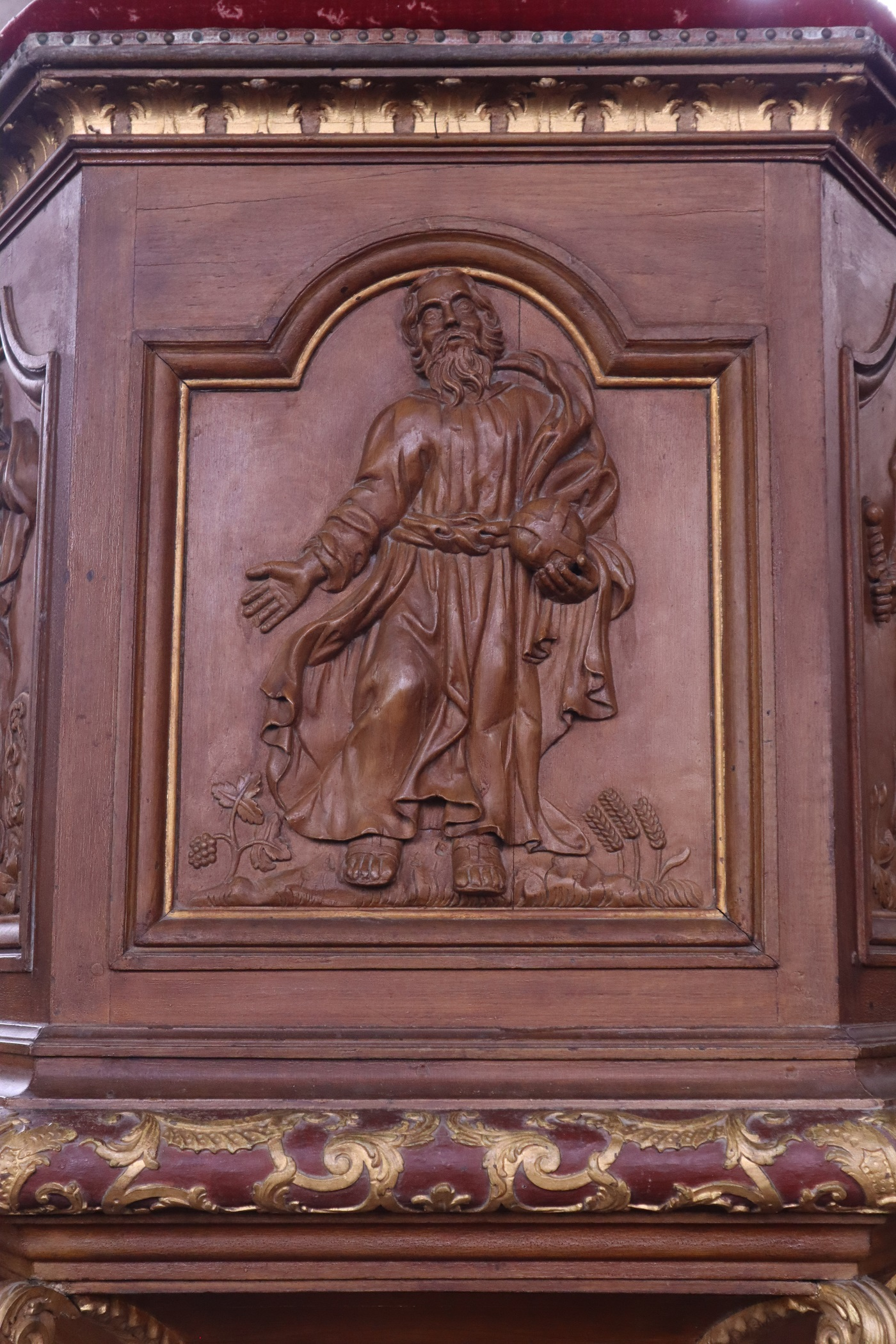
Le Christ.
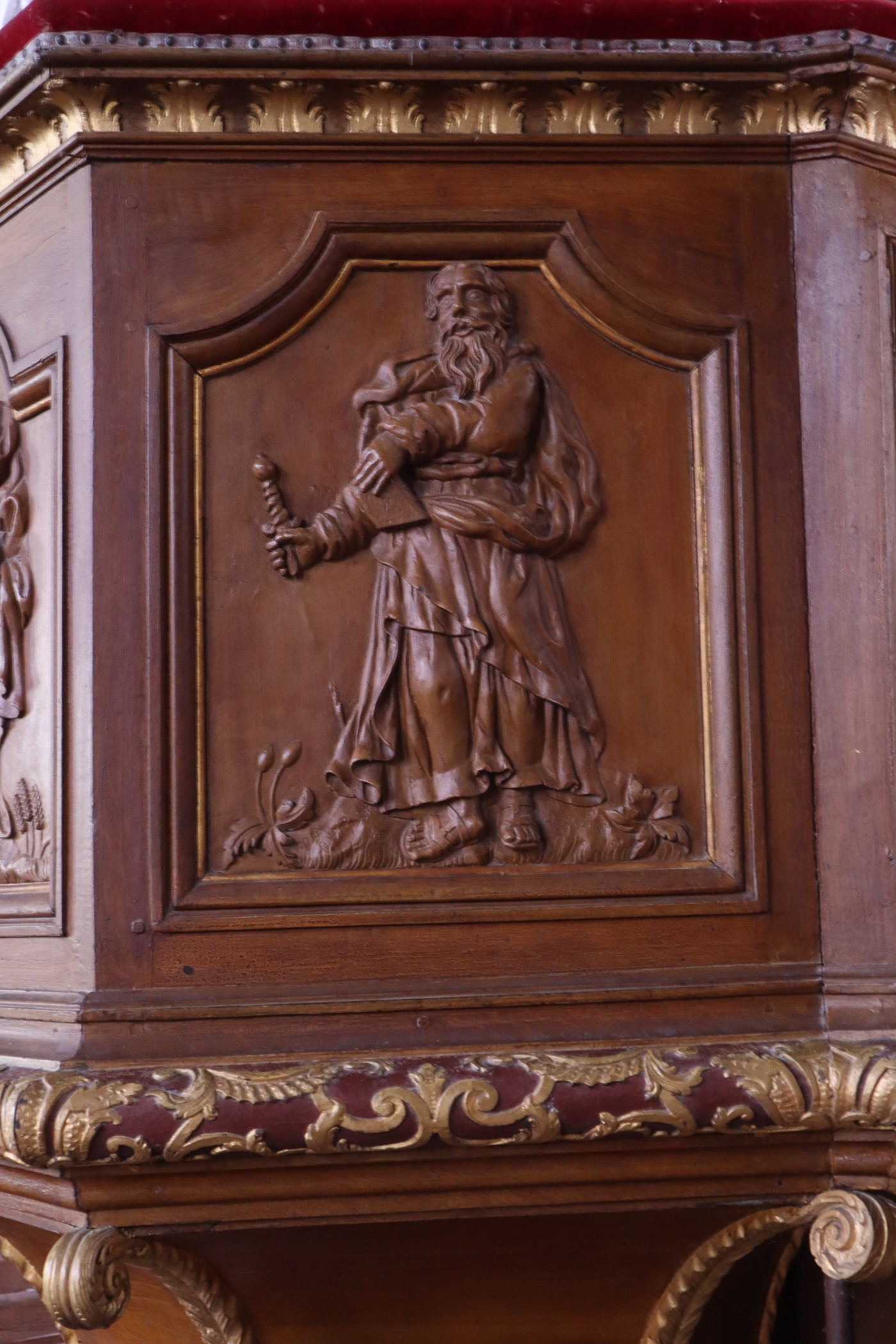
Saint-Paul.